# Blood on the Tracks (Manga)
Blood on the Tracks (jap. 血の轍 Chi no Wadachi) ist eine Manga-Serie von Shūzō Oshimi, die von 2017 bis 2023 in Japan erschien. Das Psychodrama erzählt von einem Mittelschüler und seiner überfürsorglichen, schließlich beängstigenden Mutter und wurde in mehrere Sprachen übersetzt.

## Inhalt
Der schüchterne Mittelschüler Seiichi Osabe (長部 静一) lebt einen glücklichen Alltag zwischen der Schule und zuhause, wo er von seiner Mutter geradezu verhätschelt wird. Andere machen sich über die überfürsorgliche Seiko Osabe (長部 静子) lustig oder sind besorgt, aber Seiichi fühlt sich sehr wohl bei ihr. In der Schule hat er Freunde und in Fukiishi ein Mädchen gefunden, das er mag und die auch mit ihm mehr Zeit verbringen will. Doch dafür findet Seiichi kaum noch Gelegenheit, seit seine Tante und sein Cousin Shigeru häufig zu Besuch kommen. Doch auch mit ihm kommt er gut aus. Bei einer gemeinsamen Wanderung aber ärgert Shigeru ihn und schubst ihn dabei nahe an einer Klippe. Seiko greift rasch nach ihrem Sohn und wird wie oft von den anderen als überfürsorglich ausgelacht. Doch als die beiden einige Zeit darauf mit Shigeru allein sind, stößt Seiko selbst ihren Neffen einen Abgrund hinunter, während sie verstohlen ihren Sohn anlächelt. Shigeru bleibt in einem Koma und Seiichi der einzige Zeuge der Tat, durch die er sich erstmals der Gefahr durch seine Mutter bewusst wird. Von da an achtet er stärker auf ihr Handeln und wird immer mehr durch ihre Skrupellosigkeit und Manipulationen verstört.

## Veröffentlichung und Rezeption
Die Serie erschien zwischen Februar 2017 und September 2023 im Magazin Big Comic Superior des Verlags Shogakukan in Japan. Die Kapitel wurden ab September 2017 auch in insgesamt 17 Sammelbänden veröffentlicht. Der vierte dieser Bände verkaufte sich 2018 in den ersten beiden Wochen nach Veröffentlichung über 25.000 Mal und erreichte damit Platz 41 der Manga-Verkaufscharts. Bis Mai 2020 waren 1 Million Exemplare der Serie in Japan im Umlauf, im Juni 2021 waren es 1,5 Millionen.
Eine deutsche Fassung der Serie wurde von September 2022 bis Mai 2025 von Manga Cult vollständig veröffentlicht. Die Übersetzung stammt von Jan-Christoph Müller. Auf Englisch erscheint der Manga bei Vertical, auf Französisch bei Éditions Ki-oon und auf Spanisch bei Editorial Ivréa in Argentinien. Eine digitale englische Fassung wird von Kodansha USA herausgegeben. 2022 wurde der Manga für den Harvey Award nominiert.